# のぎくバス
のぎくバスは、兵庫県多可郡多可町で運行しているコミュニティバス。ウイング神姫（旧神姫グリーンバス）に運行委託している。2003年11月に旧・多可郡中町が運行を開始し、2005年11月1日の町合併により多可町が引き継いだ。

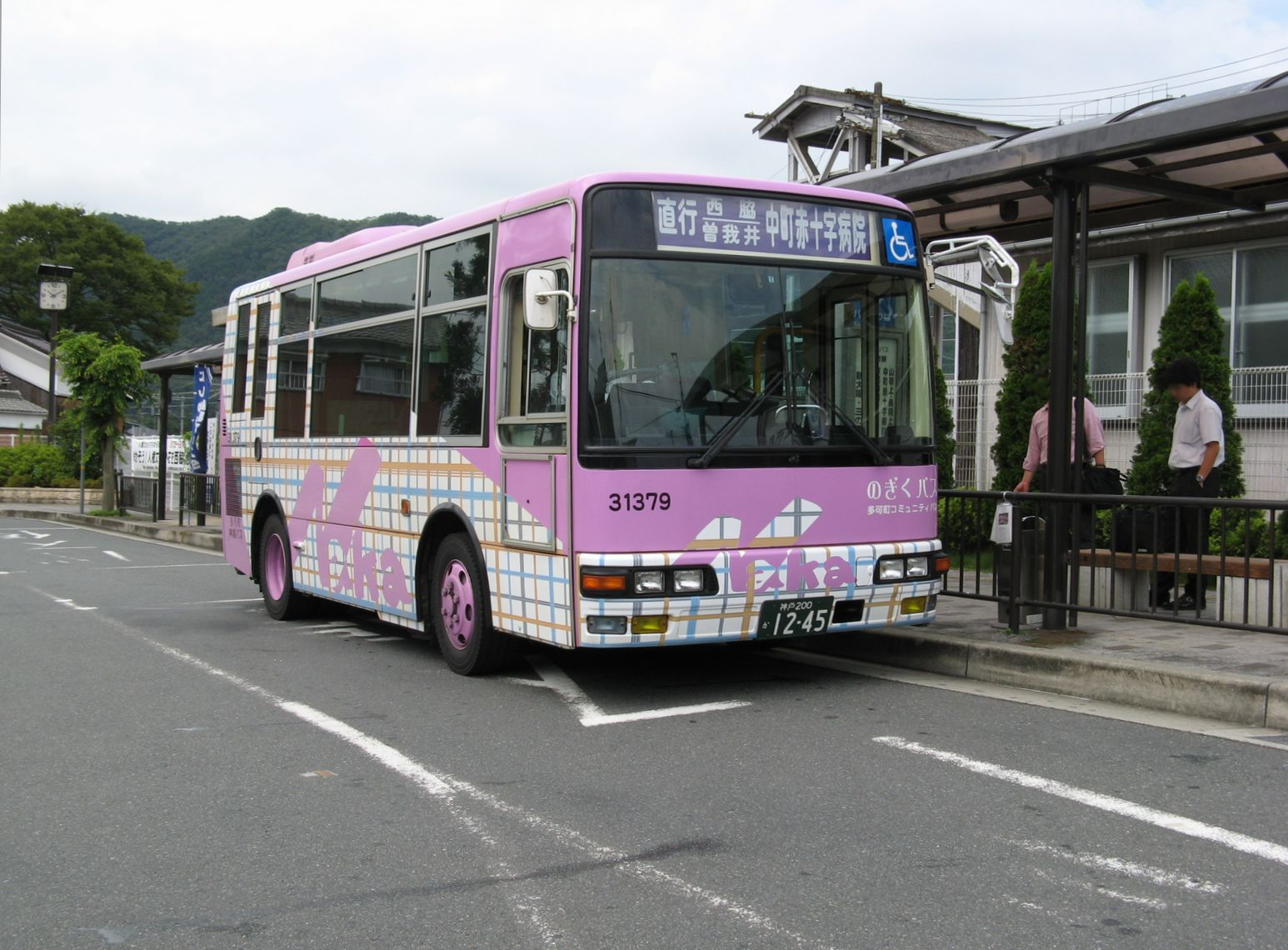
西脇市駅前にて（2007年8月）
車体のロゴは「Naka」（中町）のまま

「のぎく」の名は、中町の花がノギクだったことに由来する。
多可町内には神姫バスグループが他にも、
- 山寄上～西脇市駅　（ウイング神姫）
- 大屋～西脇市駅～西脇営業所　（ウイング神姫）
- 大和～明楽寺～アスティアかさい（加西市）　（神姫バス）

の路線を走らせているため、これについても述べる。

## 概要
- 多可町内を走る1コース～4コースの巡回バスと、多可町から西脇市へ直通する直行バスがある。
- 集落内ではフリー乗降制度を導入している。
- 巡回バス・直行バスとも土曜・日祝日・年末年始（12月29日～1月3日）は全便運休となる。（神姫グリーンバス・神姫バスは運行）。

## 運賃
- 巡回バスは大人100円。幼児は保護者同伴で1人まで無料。小学生及び身体障害者は半額（端数切り上げ）。
- 直行バスの運賃は神姫グリーンバスに準じる。
- 巡回バス～巡回バス、または巡回バス～直行バス・神姫グリーンバスの乗継が可能。
- 6歳以上の多可町民は「乗車パス」を申請・取得することで、西脇市方面や神姫バスに乗り継いでの加西市方面を300円で利用できる。
- 西脇直行バスではNicoPa・PiTaPa・ICOCAの使用も可能。

## 路線
- 1コース　奥荒田・岩座神～松井診療所～多可町役場～多可町図書館
- 2コース　八千代プラザ～花の宮～日赤病院～那珂ふれあい館
- 3コース　長野～東安田公民館～曽我井東～日赤病院
- 4コース　なごみの里山都～診療所前～日赤病院～那珂ふれあい館
- 直行バス1　多可町（中区牧野北）～日赤病院～西脇市駅
- 直行バス2　多可町（加美区山口）～中央公民館～西脇市駅
  - 直行バスの一部は、1990年まで走っていたJR西日本鍛冶屋線のルートに並行している。